# Harold Clayton Urey
Harold Clayton Urey (Walkerton, Indiana; 29 de abril de 1893-La Jolla, California; 5 de enero de 1981) fue un químico y profesor universitario estadounidense. Pionero en el trabajo con isótopos, recibió el Premio Nobel de Química en 1934, y posteriormente elaboró la Teoría de la Evolución Paleontológica basándose en sus descubrimientos en el campo de la física atómica.

## Biografía
Harold era hijo del reverendo Samuel Clayton Urey y de Cora Rebecca Riensehl. Después de un corto periodo de aprendizaje, obtuvo un título en zoología en la Universidad de Montana en 1917, y entró a trabajar en la compañía química Barrett de Filadelfia, Pensilvania. Durante la Primera Guerra Mundial se dedicó a la investigación, continuando después sus estudios en la Universidad de California, donde se doctoró en 1923 y estudió física atómica con Niels Bohr en la Universidad de Copenhague (1923-1924), que venía a trabajar en la estructura del átomo desde el Instituto para la Física Teórica de Copenhague.
Desde 1919 y hasta 1957 ejerció la enseñanza, sucesivamente en la Universidad de Montana, Universidad Johns Hopkins (1924-1929) y Universidad de Columbia (1934-1945). Reunió un equipo de colaboradores que incluyó a Rudolph Schoenheimer, David Rittenberg y Thomas Ivan Taylor, al igual que en la Universidad de Chicago, donde fue profesor de química del Instituto de Estudios Nucleares, y también de la Universidad de Oxford. En 1958 fue profesor en la Universidad de California, en San Diego.
Falleció en La Jolla, California el 5 de enero de 1981, y fue enterrado en el cementerio Fairfield, en el condado de DeKalb, en su natal Indiana.

## Investigaciones científicas
Sus trabajos se centraron inicialmente en el aislamiento de isótopos pesados del hidrógeno, oxígeno, nitrógeno, carbono y azufre, siendo galardonado en 1934 con el Premio Nobel de Química por la obtención de deuterio (hidrógeno pesado) y el aislamiento del agua pesada (óxido de deuterio, D-2O).
En el transcurso de la Segunda Guerra Mundial dirigió, en la Universidad de Columbia, el grupo de investigación sobre métodos de separación del isótopo del uranio, U-235, del U-238, y la producción de agua pesada. Contribuyó, además, al desarrollo de la bomba de hidrógeno. Finalizadas estas investigaciones, desarrolló una gran actividad dentro del grupo de científicos atómicos que solicitaban el control internacional de la energía atómica.
Se dedicó también a realizar investigaciones sobre geofísica, el problema del origen del Sistema Solar y sobre paleontología.
En colaboración con el físico estadounidense Arthur Edward Ruark, escribió Átomos, moléculas y cuantos (1930) y Los planetas: su origen y desarrollo (1952).
Fue galardonado en 1940 con la medalla Davy, concedida por la Royal Society «Por su aislamiento del deuterio, el isótopo de hidrógeno pesado, y por su trabajo en este y otros isótopos siguiendo el curso detallado de las reacciones químicas».
Además del Premio Nobel, obtuvo en 1966 la Medalla de oro de la Real Sociedad Astronómica y en 1973 la medalla Priestley, concedida por la American Chemical Society.

## Reconocimientos
- El cráter lunar Urey lleva este nombre en su memoria.[3]
- El asteroide (4716) Urey también conmemora su nombre.[4]